# Telipogon tungurahuae
Telipogon tungurahuae är en orkidéart som beskrevs av Dodson och Rodrigo Escobar. Telipogon tungurahuae ingår i släktet Telipogon och familjen orkidéer.
Artens utbredningsområde är Ecuador. Inga underarter finns listade i Catalogue of Life.